# Wolfgang Richter (Komponist)
Wolfgang Richter (* 17. November 1928 in Halle (Saale); † 22. Mai 2004 in Berlin) war ein deutscher Komponist.

## Leben

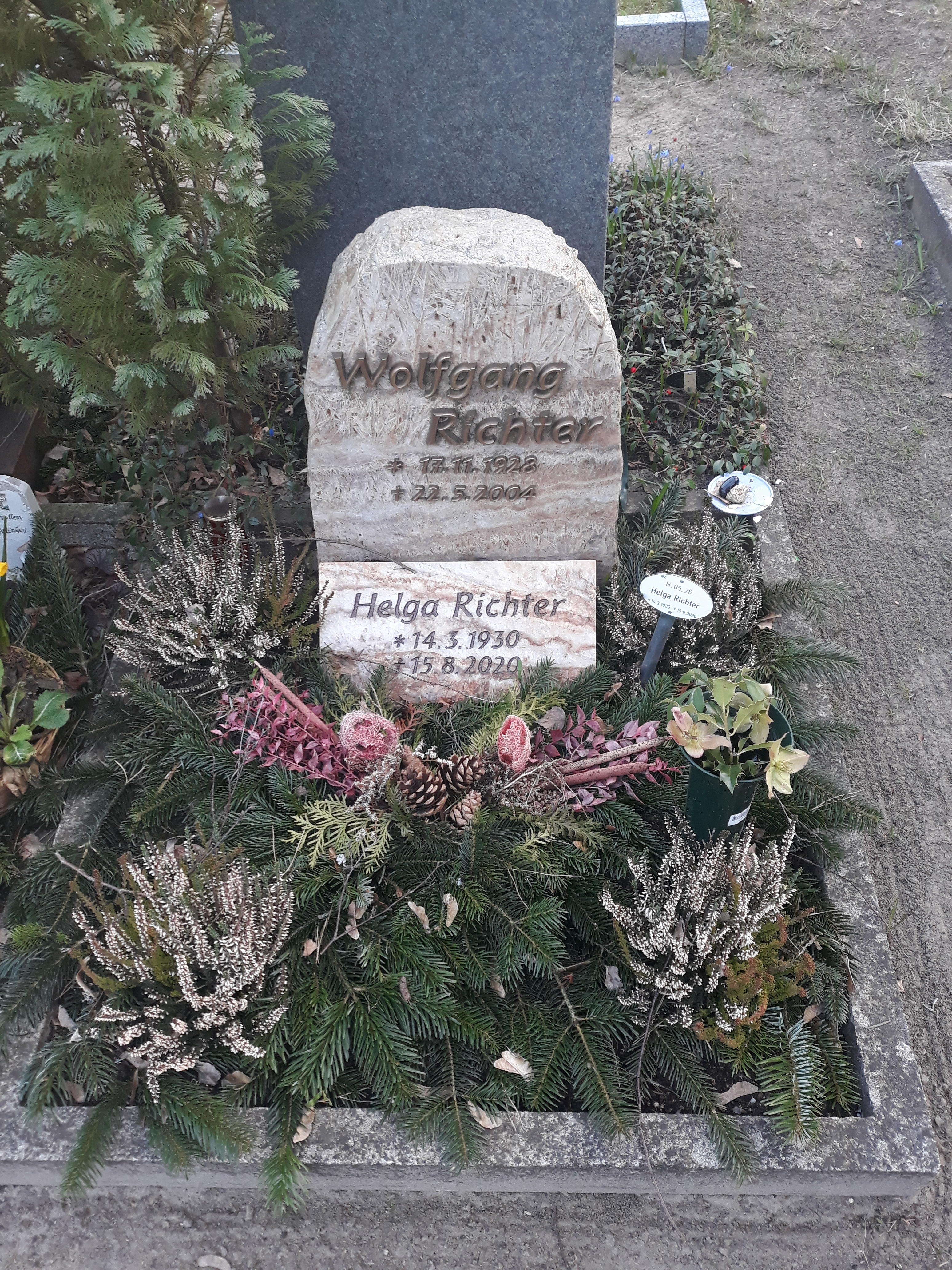
Grabstätte

Wolfgang Richter studierte von 1948 bis 1950 Musik an der damaligen Staatlichen Hochschule für Theater und Musik Halle, nachdem er ersten privaten Unterricht in den Fächern Klavier, Orgel und Musiktheorie erhalten hatte.
Von 1950 bis 1959 war er am Zentralhaus der Jungen Pioniere (Pionierorganisation der DDR) in Berlin als Leiter der Musikabteilung, dann als gesamtkünstlerischer Leiter der Institution tätig. Seit 1959 war Wolfgang Richter musikalischer Leiter und Musikredakteur beim Kinderfernsehen der DDR.
Seine Grabstätte befindet sich auf dem Friedhof Rahnsdorf-Wilhelmshagen.

## Werke

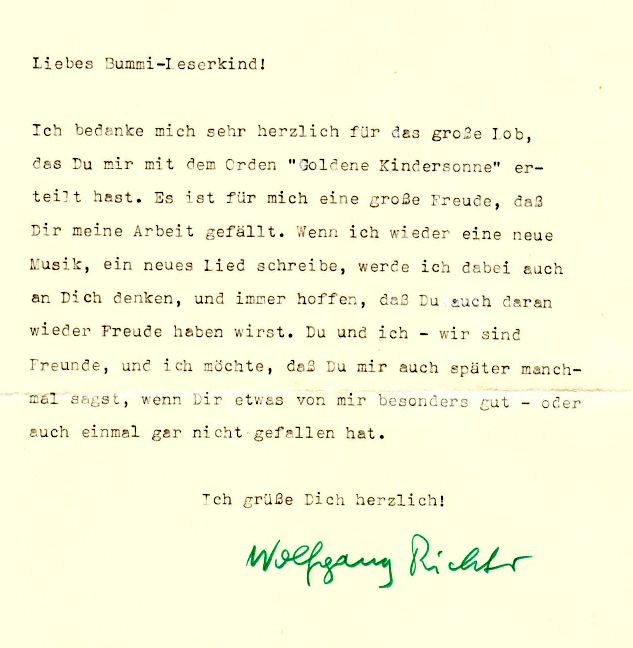
Dankschreiben für eine „Goldene Kindersonne“, eine von der DDR-Kinderzeitschrift Bummi initiierte Auszeichnung

Richter komponierte vor allem für Kinder. So waren seine Kinderlieder besonders in der DDR sehr bekannt und wurden dort viel gespielt und gesungen. Nachhaltige Popularität genießt der Nationalpreisträger durch sein Sandmann-Lied für die Fernsehsendung Unser Sandmännchen, das seit 1959 allabendlich im deutschen Fernsehen zu hören ist – derzeit in den öffentlich-rechtlichen Rundfunkanstalten RBB, MDR und KiKA. Der Text dieses Liedes stammt von Walter Krumbach. Beide gemeinsam schufen auch die Kinderlieder Wie ein Vogel zu fliegen und Friedenskämpfer – Grenzsoldaten.
Auch als Filmmusikkomponist für die DEFA und das DDR-Kinderfernsehen leistete Richter umfangreiche Arbeit. Er verfasste zudem gemeinsam mit der Kinderbuchautorin Ingeborg Feustel mehrere Musikbilderbücher als literarisches Begleitwerk zu Figuren des Kinderfernsehens der DDR wie beispielsweise Pittiplatsch und Schnatterinchen oder Herr Fuchs und Frau Elster. Daneben schrieb er für die Schallplattenbearbeitung Die gestohlenen Ostereier (1963, Litera), nach einer Vorlage von Walter Krumbach, die Musik. 
Ebenso trat er als Schöpfer sozialistischer Jugendlieder hervor, von welchen wohl Pioniere voran! („Hell scheint die Sonne und leicht ist unser Schritt ...“) das populärste wurde.